# Uhrau
Die Uhrau ist ein Bach in Niedersachsen von knapp dreizehn Kilometer Länge. Sie entspringt im Lappwald und mündet in Beienrode von rechts in die Schunter. Sie verläuft im südlichen Teil des Hasenwinkels.

## Geografie

### Verlauf
Die Uhrau beginnt am Abfluss des Loosteichs in Mariental-Horst, einem Ortsteil von Mariental am Westrand des Lappwalds und fließt vorwiegend in westliche Richtung durch den Hasenwinkel. Zunächst wendet sie sich unterhalb der Kläranlage von Mariental nach Nordwesten entlang dem Lappwald, nimmt von rechts den ebenfalls aus dem Höhenzug zufließenden Breiten Grundbach auf und wendet sich nach Westen. Sie passiert Rottorf am Klei und Rennau nördlich. Von links erreichen sie dort die Rennauer Riede und von rechts mehrere Abflüsse aus dem Lappwalder Gebiet des Forsthauses Ölper. Die Uhrau folgt der Richtung der Rennauer Riede nach Norden und beschreibt über Ahmstorf einen Halbkreis bis zu den Quarzsandabbau-Gebieten bei Uhry. Den Ort selbst umfließt sie südlich, nimmt von links den Elendswinkelbach auf und knickt in dessen Fließrichtung nach Nordwesten ab. Sie umfließt Beienrode nördlich und erreicht die Schunter.

### Zuflüsse
- Breiter Grundbach (GKZ 482842, rechts)[4]
- Rennauer Riede (GKZ 482844, links)
- Amstorfer Bach (GKZ 482846, rechts)
- Elendswinkelbach (GKZ 482848, links)

## Gewässerqualität
Die Uhrau wird als löss-lehmgeprägter Tieflandbach eingestuft. Die Qualität wird vom zuständigen niedersächsischen Landesbetrieb NLWKN überwacht, der im Rahmen der Umsetzung der Europäischen Wasserrahmenrichtlinie in den Jahren 2009 und 2015 ein Wasserkörperdatenblatt erstellt hat (Wasserkörper 15053). Der chemische Zustand wird dort wegen vorgefundener Quecksilber-Spuren als „schlecht“ und das ökologische Potenzial als „unbefriedigend“ bewertet. Letzteres ist in den Strukturdefiziten begründet, die sich durch kanalartige Begradigungen und Sohlabstürze ergeben. Schadstoffeinträge erfolgen durch die Kläranlage, das Kieswerk und landwirtschaftliche Maßnahmen wie Düngung und Schädlingsbekämpfung.